# Caméra-stylo
Pour l'appareil de prise de vues miniature, voir Caméra stylo.
La caméra-stylo est un concept développé par le réalisateur et théoricien du cinéma Alexandre Astruc, exposé pour la première fois dans l'article Naissance d’une nouvelle avant-garde paru dans le magazine L'Écran français le 30 mars 1948.

## Concept
Astruc décrit une transformation du cinéma comme un moyen d'expression se suffisant à lui-même, un langage à part entière, affranchi de ses parents artistiques comme le théâtre ou l'« image pour l'image ». Il promeut une vision du cinéaste pleinement auteur de ses films, comme un écrivain l'est avec ses romans.
Ce concept est réputé pour son influence sur les protagonistes de la Nouvelle Vague et la théorie de la politique des auteurs.